# Heptathela kanenoi
Espèce
Heptathela kanenoi est une espèce d'araignées mésothèles de la famille des Liphistiidae.

## Distribution
Cette espèce est endémique de Tokuno-shima dans les îles Amami dans l'archipel Nansei au Japon,.

## Description
Le mâle holotype mesure 10,9 mm et la femelle paratype 10,5 mm.
Les mâles mesurent de 9,80 à 11,60 mm et les femelles de 8,30 à 12,90 mm.

## Systématique et taxinomie
Cette espèce a été décrite par Ono en 1996.

## Étymologie
Cette espèce est nommée en l'honneur de Susumu Kaneno.

## Publication originale
- Ono, 1996 : « Two new species of the families Liphistiidae and Thomisidae (Araneae) from the Ryukyu Islands, southwest Japan. » Acta Arachnologica, vol. 45, no 2, p. 157-162 (texte intégral).